# Yên Đồng, Ninh Bình
	Yên Đồng		là một xã thuộc tỉnh Ninh Bình, Việt Nam. Trụ sở xã nằm cách phường Hoa Lư - trung tâm tỉnh lỵ Ninh Bình 12 km về phía Đông.		
Theo Nghị quyết số 1674/NQ-UBTVQH15 ngày 16/6/2025 về sắp xếp các đơn vị hành chính cấp xã của tỉnh Ninh Bình năm 2025, 	sắp xếp các xã Yên Đồng (huyện Ý Yên), Yên Trị và Yên Khang thành xã mới có tên gọi là xã Yên Đồng.	
Xã Yên Đồng	có diện tích:	30,53	km², 	dân số:	35.898	người, mật độ dân số: 	1176	người/km². 	
Đây là đơn vị có diện tích xếp thứ:	39	, số dân xếp thứ: 	38	và mật độ dân số xếp thứ: 	63	trong số 129 xã, phường ở Ninh Bình.
Yên Đồng nằm gần nút giao thông Cao Bồ, cầu Nam Bình và cũng là nơi có sông Đáy chảy qua.

## Địa lý - Hành chính
Xã thuộc về hạ lưu sông Hồng, nằm ở phía nam huyện Ý Yên; phía Bắc giáp với xã Yên Thắng; phía Tây nam giáp xã Yên Trị; phía Nam giáp sông Đáy; phía Đông giáp xã Yên Nhân, phía Tây giáp sông Sắt, là phân giới tự nhiên với xã Yên Khang.
Xã được phân thành 8 thôn và 35 xóm. Các thôn là Khang Giang (làng Tràn), Tiến Thắng, Nam Đồng, Cốc Dương, La Ngạn, Đại An và An Trung.

## Lịch sử
Vùng đất Yên Đồng được cho là có lịch sử lâu đời. Căn cứ vào những phát hiện các lớp sú vẹt dưới các lớp vỏ sò vỏ hến, các nhà nghiên cứu dự đoán vùng đất Yên Đồng xưa thuộc vùng biển nông, sau được phù sa sông Đáy lắng đọng bồi đắp nâng cao dần thành đồng ruộng, cửa biển Đại Ác xưa (nay là cửa biển Độc Bộ) cũng đã lùi xa mấy chục km. Theo truyền ngôn thì ông Trần Xuân Hằng, người Tiên Du là người đầu tiên về đây lập ấp nên làng mới có tên gọi chệch là Trần Xá xã, tên Nôm gọi là làng Tràn.
Thời Lý - Trần, vùng đất Yên Đồng nay tương ứng với 5 phường: Trần Xá, Cốc Dương, Lê Lợi, Đồi Trung, An Hạ, thuộc huyện Đại An, trấn Sơn Nam. Đến thời Hậu Lê, vùng này gồm 5 xã: Vỉ Nhuế (xã Vỉ Nhuế bao gồm 5 thôn: Trần Xá, Quảng Nạp, Nhuế Duệ, Tịch Nhi, Đáy. Đến năm Minh Mạng thứ 10 (1831), xã Vỉ Nhuế được đổi thành tổng Vỉ Nhuế.), Cốc Dương; An Trung, La Ngạn (do Lê Lợi lên làm vua nên xã Lê Lợi tránh tên húy đổi là xã La Ngạn) và An Hạ thuộc huyện Đại An, phủ Nghĩa Hưng.
Từ 1945 đến 1959, vùng này có tên gọi là xã Đại Đồng, thuộc huyện Nghĩa Hưng, tỉnh Nam Định. Đến năm 1959, xã có tên là Yên Đồng, thuộc huyện Ý Yên, tỉnh Nam Định. Lưu trữ ngày 13 tháng 7 năm 2015 tại Wayback Machine

## Di tích - Danh thắng
- Phủ Quảng Cung (Phủ Nấp) thờ Thánh Mẫu Liễu Hạnh Đệ Nhất Thiên Tiên giáng sinh lần thứ Nhất năm 1434, được nhà nước trao tặng Bằng Di Tích Lịch sử Quốc gia năm 2013
- Đình làng Nấp thờ Bố Cái Đại Vương cùng các nghĩa sĩ của làng.
- Đình Tràn thờ Đông Nha đại vương Nguyễn Văn Bình và Tây Nha đại vương Nguyễn Văn Định, các võ tướng thời Lý.
- Đình Vọng thờ Nhân Huệ Vương Trần Khánh Dư.
- Đình Nhuế thờ Tả Vệ Úy Dược Tài Đại tướng quân Nguyễn Công Bạch, võ tướng khai quốc thời Lê Lợi.
- Đình Gon thờ Thủy Tào Tiên Phong đại tướng Lê Vĩnh Lộc, Thủy Tào Tiên Phong phó tướng Bùi Đại Liệu và Thái y Nguyễn Hưng (Tam vị đại vương), các công thần thời Lê Lợi.
- Đình làng La Ngạn, Ngôi đình văn hóa nơi là trường học truyền bá chữ Quốc ngữ đầu tiên của xã Yên Đồng

## Danh nhân nổi bật
- Đỗ Huy Liêu
- Đỗ Huy Rừa, Tiểu đoàn trưởng đầu tiên của Tiểu đoàn 307

## Những ngành truyền thống
Xưa kia ngoài nông nghiệp là nghề chính thì người dân Yên Đồng còn có thêm một số nghề thủ công như nghề trồng cói dệt chiếu gon ở làng Gon, nghề trồng bông kéo sợi dệt vải ở làng Gon, làng Tràn. Ngoài ra còn có nghề trồng dâu nuôi tằm, nghề đan lát tre, nứa. Từ xa xưa Yên Đồng đã là một vùng quê có sự mở cửa thông thương buôn bán với bên ngoài. Nơi đây có hai bến đò là đò Vọng và đò Vọng Trung, có ba chợ để trao đổi hàng hóa là chợ Đồi, chợ Nấp và chợ Vọng. Trong đó chợ Đồi xưa là chợ lớn nhất vùng họp ở bến sông Đồi, một tháng họp tới chín phiên.
Hiện nay, nông nghiệp vẫn là nghề chính của Yên Đồng. Ngoài ra còn có thêm một số nghề phụ như máy may quần áo, găng tay, mũ, thêu xuất khẩu và tiêu thụ nội địa. Một số gia đình có mở cửa hàng cung cấp các dịch vụ thương mại cho bà con. Như vậy, có thể thấy Yên Đồng là một vùng quê lâu đời có bề dày lịch sử. Đây là một làng quê nông nghiệp điển hình, đồng thời cũng là một làng quê có sự mở mang thông thương chợ búa "trên bến dưới thuyền"…

## Các thôn trong xã

### ThônKhang Giang
bao gồm toàn bộ làng Tràn. (tên chữ là Trần Xá)
Tên gọi Khang Giang ám chỉ con sông nhỏ của xóm Khang - xóm đầu tiên hình thành ngôi làng, hiện nay không còn dấu tích của con sông này, về sau xóm này phát triển thành làng Trần Xá, tên Nôm là làng Tràn.
Thuở sơ khai thì làng là một bãi bồi ven biển. Sau đó, có một số người sinh sống bằng nghề chài lưới cư trú ở đây và có tên gọi là xóm Khang. Người đầu tiên về đây lập ấp, phát triển điền trang trồng trọt là ông Trần Xuân Hằng người Tiên Du nên làng mới có tên gọi chệch là Trần Xá (làng Tràn).
- Làng Tràn (Làng Trần Xá) được thành lập từ khoảng đầu thế kỉ thứ 8. Làng Trần Xá cổ gồm hai bộ phận: phía Đông (làng chính) là xóm Khang Phụ - nay là làng Tràn; phía Tây còn có một xóm phát triển từ làng chính, đến thời Hậu Lê tách hẳn thành Quảng Nạp - làng Nấp. Đến thế kỉ thứ 8 thời Phùng Hưng, làng phát triển thành phường Trần Xá (Trần Xã xã), tên gọi này được gọi đến hết thời nhà Lý - Trần. Thời Hậu Lê, phường Trần Xá được chia tách thành hai thôn: thôn Trần Xá (Tràn) và thôn Quảng Nạp (Nấp) thuộc xã Vỉ Nhuế (gồm 5 thôn: Trần Xá, Quảng Nạp, Nhuế Duệ, Tịch Nhi, Đáy) và năm 1831 Minh Mạng thứ 10 xã Vỉ Nhuế được đổi thành tổng Vỉ Nhuế gồm 5 thôn trên. Năm 1997, làng Tràn chính thức có tên gọi hành chính là thôn Khang Giang.
- Làng Tràn là làng có truyền thống sinh hoạt văn hóa cộng đồng từ thời xa xưa. Làng có một ngôi chùa (chùa Phúc Lâm - nay là chùa Tràn) được xây dựng từ thời Lý vào đầu thế kỷ 11, lúc đầu chùa được xây bằng tường đất lập mái tranh. Đến thời vua Minh Mạng, chùa được trùng tu xây dựng lại khang trang bằng ngói nam, gạch thất và cột kèo bằng gỗ lim. Năm 1975, do nhu cầu của chính quyền địa phương muốn xây dựng một ngôi trường Phổ thông cơ sở (nay là trường Tiểu học B xã Yên Đồng) tại phía tây nhà chùa nên nhà sư trụ trì nhà chùa đã buộc phải đồng ý nhượng lại phần đất phía tây của nhà chùa để Uỷ ban hành chính xã Yên Đồng xây dựng ngôi trường học cho con em trong năm thôn Vỉ Nhuế và thôn Cốc Dương đến học tập. Trải qua 200 năm kể từ lần trùng tu cuối cùng, chùa đã bị hư hại nặng. Tháng 12 năm 2010, nhân dân trong thôn cùng với con em quê quán trong thôn sinh sống khắp mọi miền đất nước, một số hộ dân làng Nấp - thôn Tiến Thắng và khách thập phương đã đóng góp được tổng số tiền lên đến 240 triệu đồng để trùng tu lại ngôi chùa Tràn cổ kính.
- Làng còn có một ngôi đình, còn gọi là đình làng Tràn, là nơi sinh hoạt văn hóa cộng đồng từ thời xưa. Trong thời kỳ kháng chiến chống Mĩ, đình bị hư hại nặng và đã được chính quyền địa phương tháo dỡ để phòng chống vỡ đê sông Đáy và xây dựng trường học. Hiện nay, đình Tràn đã được khôi phục và xây dựng lại bằng bê tông cốt thép. Hàng năm nhân dân vẫn tổ chức lễ hội cổ truyền đình Tràn vào ngày 14 - 3 âm lịch.

- Đình Tràn thờ phụng hai ông: ông Nguyễn Văn Bình được vua sắc phong là Đông Nha đại vương và ông Nguyễn Văn Định là Tây Nha đại vương. (Hai ông là người sinh ra tại làng Trần Xá (năm Canh Thìn 1040) trong một gia đình làm nghề chài lưới, cha là Nguyễn Văn Thụy, mẹ là Lý Thị An. Lớn lên hai ông dựng cờ khởi nghĩa chiêu tập quân giết các tên quan gian ác Hoàng Xá (Yên Nhân ngày nay) và Vọng Doanh (Yên Quang ngày nay). Năm 1073 được nhà Lý chiêu hàng giao cho chức chánh phó trấn thủ Nghệ An cùng với Lý Đạo Thành. Sau này các ông có công giúp Lý Thường Kiệt đánh Chiêm Thành và đánh quân nhà Tống. Ông Nguyễn Văn Bình sau khi về quê có công giúp dân sửa sang đền chùa, đắp đường khơi mương. Sau khi mất ông Nguyễn Văn Bình được vua sắc phong là Đông Nha đại vương còn ông Nguyễn Văn Định là Tây Nha đại vương, được dân thờ phụng ở đình Tràn.).
- Làng Tràn còn có truyền thống yêu nước nồng nàn,từ xa xưa nhiều người đã tham gia các cuộc kháng chiến chống giặc ngoại xâm phương Bắc đến các cuộc kháng chiến gần đây là kháng chiến chống Pháp, Mĩ cứu nước ở thế kỉ 20. Nhiều người vĩnh viễn nằm lại các chiến trường. Thời chống Pháp tiêu biểu có các ông: ông Đoàn Đình Trác, Phạm Văn Khiếu. Hiện nay, làng còn có nhiều người còn sống mà thân thể của họ vẫn còn mang những vết thương và di chứng của cuộc kháng chiến chống Mĩ cứu nước như các ông: Ông Đặng Trung Thành, Ông Đặng Văn Đề, Ông Lê Danh Đảng, Ông Nguyễn Đình Thành, Ông Trần Văn Nhỡ, Ông Trịnh Văn Yến,......
- Làng được phong danh hiệu: "làng văn hóa cấp tỉnh". Con em trong làng rất hiếu học. Nhiều người đã đỗ đạt cao như: Tiến sĩ Luật học Đặng Văn Khanh là đại biểu Quốc hội khóa 12 - nguyên Giám đốc Sở Tư pháp TP.Hà Nội, Tiến sĩ Đặng Ngọc Biên - giảng viên Đại học Kinh tế quốc dân Hà Nội, nguyên Đại tá Phạm Ngọc Ơn, Ông Phạm Ngọc Quỹ - Nguyên Phó vụ trưởng Vụ bảo vệ chính trị nội bộ thuộc Ban tổ chức TƯ Đảng Cộng sản Việt Nam, Tiến sĩ Toán học Đặng Việt Trung - giảng viên Đại học Công nghiệp Hà Nội, Thạc sĩ - Bác sĩ Nguyễn Đình Đức - Phó giám đốc Bệnh viện Đa khoa tỉnh Ninh Bình,....
- Làng Tràn có dòng họ Đặng là chiếm ưu thế với khoảng 60% dân số. Nhà thờ tổ họ Đặng là một trong những nhà thờ họ cổ xưa nhất của xã Yên Đồng. Tính đến năm 2010, theo gia phả của dòng họ thì hậu duệ của họ Đặng là đời thứ 27. Ngoài ra còn có các dòng họ khác như: họ Phạm, họ Lê, họ Nguyễn, họ Đoàn, họ Đào, họ Bùi, họ Dương, họ Trịnh, họ Trần,...

### Thôn Tiến Thắng
bao gồm toàn bộ làng Nấp (tên chữ là Quảng Nạp).
Thôn Tiến Thắng xưa là một xóm của làng Trần Xá, đến thời nhà Hậu Lê được tách ra thành một thôn mới đổi tên gọi là thôn Quảng Nạp - tên Nôm là làng Nấp.
- Truyền thuyết ở đây kể rằng vào cuối thế kỷ thứ 8, trên đường đi chiêu mộ quân sĩ và lương thực để chống quân đô hộ nhà Đường, Phùng Hưng có ghé đất Quảng Nạp thuộc xã Trần Xá để phủ dụ dân chúng, làng có 23 người ứng nghĩa tòng quân theo ông. Sau khi ông mất, làng đã lập đền thờ ông cùng các nghĩa sĩ của làng. Đình Nấp là nơi thờ tự Phùng Hưng (Bố Cái Đại Vương) và các nghĩa sĩ của làng.
- Làng Nấp có một đền thờ của Đạo Mẫu Việt Nam (Phủ Quảng Cung) và một nhà thờ Thiên chúa giáo.
- Đạo Thiên chúa được truyền vào làng Nấp trong khoảng nửa cuối thế kỉ 19, đầu thế kỷ 20. Hiện nay, làng Nấp có tới trên 90% dân số theo đạo. Người dân theo đạo nhưng vẫn hướng về cội nguồn và truyền thống văn hóa của dân tộc, nhiều người đã hi sinh trong cuộc kháng chiến chống Mĩ cứu nước.

Trước khi đạo Thiên chúa du nhập vào làng Nấp thì người dân làng Nấp theo Đạo Phật và tín ngưỡng thờ cúng tổ tiên ông bà cha mẹ, vì vậy làng Nấp cũng có đình thờ Thành hoàng làng và một ngôi chùa (nằm ở xóm Bắc) để cho nhân dân trong làng sinh hoạt tín ngưỡng và văn hóa cộng đồng nhưng đã bị phá dỡ giữa thế kỉ 20. ngôi chùa đã bị phá 51năm nay và đến đến năm 2018 nhân dân thôn tiến thắng đã góp phần xây dựng lại ngôi chùa có tên là kim quang cổ tự. nơi thờ các anh hùng liệt sĩ và thần hoàng làng
hay còn gọi là đức đại vương mai hắc đế.

### Thôn Nam Đồng
Bao gồm các làng: làng Gon (Tịch Nhi), làng Vọng Trung (Đáy), và làng Nhế (Nhuế Duệ) được hình thành vào đầu thế kỉ thứ 14 do công lao của Nhân Huệ Vương Trần Khánh Dư khai sáng.
Thôn Nam Đồng có ngôi Phủ Chùa Nhuế, chùa Đáy cổ (đã bị UBND xã phá dỡ vào những năm 1970). Sau này được nhân dân, cán bộ UBND xã Yên Đồng và Bà Trần Thị Vân - thủ nhang Phủ Quảng Cung xây dựng lại bên bờ sông Đáy năm 2008; làng Vọng có đình Vọng Trung (Đình Vọng thờ tự Nhân Huệ Vương Trần Khánh Dư); làng Nhuế có đình Nhuế Duệ (thờ phụng cụ Nguyễn Công Bạch một nhân thần người địa phương), làng Gon có đình Gon (thờ phụng các ông Bùi Đại Liệu, Lê Vĩnh Lộc, Nguyễn Hưng).
Hiện nay, chùa Đáy và đình Đáy đang được xây dựng lại nằm trong khu di tích đền Mẫu Thoải (Đền Thủy Phủ)

### Thôn Cốc Dương
bao gồm các xóm: xóm Chùa, xóm Tây, xóm Đông và xóm Nam.
Thôn có chùa Cốc Dương. là thôn trồng rau màu nhiều nhất toàn xã,đất đai màu mỡ
Từ lâu nơi đây đã có truyền thống hiếu học, tỉ lệ tiến học lên đại học, cao đẳng luôn đạt trên 90%
Hàng năm làng Cốc Dương có tổ chức lễ rước thánh khai xuân kì thọ vào ngày 13 tháng Giêng hàng năm

### Thôn La Ngạn
bao gồm các xóm: xóm Thượng, xóm Tây, xóm Đình, xóm Trung, xóm Đông, và xóm Dinh, làng có chùa Thượng và chùa Trung, Đền Thượng, Đền Trung.
Người La Ngạn vốn gốc từ xưa theo Nho giáo. Đạo Nho ở ta là kết hợp cả với Phật giáo (thờ phật ở chùa), Lão giáo (thầy cúng thờ Thái Thượng Lão quân) và phong tục thờ Mẫu (thờ ông Hoàng, bà Chúa ở phủ). Khoảng nửa sau thế kỷ 19, Kitô giáo đã du nhập vào La Ngạn đến nay có chín, mười gia đình tín đồ với một nhà thờ họ lẻ ở giữa xóm Trung. Người La Ngạn có một phẩm chất thông minh và hiếu học, nhiều thế hệ khoa danh với bảng vàng bia đá còn lưu lại đến bây giờ. 

### Thôn Đại An
bao gồm: làng An Hạ (trước kia là làng Nam Giáp), làng Đồi và làng Đại Duyệt.
Thôn Đại An có Phủ Đồi, chùa Đồi và chùa An Hạ.
Hiện ở khu vực thôn Đại An còn lại dấu tích "Điện kinh thiên", theo truyền lại lúc đầu là nơi thờ Khổng Tử, sau này đổi là miếu Báo Vua, dân gọi là "Ngõ Vua", có cây cối um tùm. Cũng trong khu vực này người ta đã đào được nhiều cổ vật như đĩa, bát, vại, nồi, lọ tiền xu… không rõ niên đại. Rất có thể đây là những dấu tích liên quan đến việc xưa kia nhà Trần lập điền trang ở đây. Ngoài ra, sự có mặt của "Phúc Lâm Tự" - một ngôi chùa cổ ở Yên Đồng tương truyền còn liên quan đến một vị tôn thất Nhà Lý. Truyện kể rằng thấy địa thế làng Đồi đẹp vị tôn thất này đã định lập thái ấp. Nhưng sau một đêm thấy dân phu không đào đủ 100 cái giếng, cho rằng lòng trời không thuận nên chuyển sang xây ngôi chùa đặt tên là "Phúc Lâm Tự".
Lễ hội phủ Đồi diễn ra vào ngày 01/03 âm lịch

### Thôn An Trung
bao gồm các xóm: An Thịnh, An Phú và An Trung trên.
Thôn An Trung có chùa An Trung, Đình An Trung, (hội làng An Trung diễn ra vào ngày 23/09 âm lịch hàng năm)

## Các cơ sở giáo dục trên địa bàn xã
1. Trường tiểu học A Yên Đồng
2. Trường tiểu học B Yên Đồng.
Tên gọi đầu tiên là Trường Phổ thông cơ sở cấp I, II Yên Đồng B. Trường được xây dựng năm 1976 trên khu đất phía Tây của Chùa Tràn (Khu đất này trước đây là cổng vào nhà chùa tới gác chuông chùa). Trường có nhiệm vụ nhận giáo dục từ lớp 1 đến lớp 8 bậc phổ thông cơ sở cho học sinh 5 thôn Vỉ Nhuế (Tràn, Nấp, Vọng, Nhuế, Gon) và thôn Cốc Dương.
Năm 1990, do đổi mới bậc học phổ thông, Trường được chuyển đổi chức năng và nhiệm vụ nên Trường được đổi tên mới là Trường Tiểu học B xã Yên Đồng. Trường Tiểu học B xã Yên Đồng có nhiệm vụ giáo dục bậc tiểu học từ lớp 1 đến lớp 5 cho học sinh của các thôn Khang Giang, Tiến Thắng, Nam Đồng và Cốc Dương.
3. Trường Trung học cơ sở Yên Đồng.
4. Trường Trung học phổ thông Đại An.